# 杜氏剑尾海蛇
杜氏剑尾海蛇（学名：Aipysurus duboisii）是一种有剧毒的海蛇，多分佈在巴布亚新几内亚、新喀里多尼亚和澳大利亚等太平洋的北、东、西部沿海地區。
它们生活在在海平面80米以下的珊瑚礁，其中分布着大量的海藻，无脊椎动物和珊瑚或海绵，可以作为庇护所的沉积物中。这些蛇捕食海鳝和各种鱼。杜氏剑尾海蛇是胎生动物，而不是卵生动物。它们有中等攻击性，即受到了外来威胁发动自卫性质的反击，而不是自发的。毒牙则为1.8毫米长，这是相对较短的一条蛇，和毒液产量为0.44毫克。杜氏剑尾海蛇是晨昏性动物（即总是在傍晚或黎明出来活动），这意味着它们一天中最活跃的时间是在黎明和黄昏。
在1996年出版的一本名為Snakes in Question的著作中，因其將半數致死量(LD50)的各種注射模式，所產生的數據混用，導致誤解杜氏劍尾海蛇，為世界上最毒的蛇。

在LD50相同注射模式下，毒性最毒的蛇應為內陸太攀蛇。
List of dangerous snakes （页面存档备份，存于）
而毒性最強的海蛇為鉤鼻海蛇。